# Гренландія в Другій світовій війні

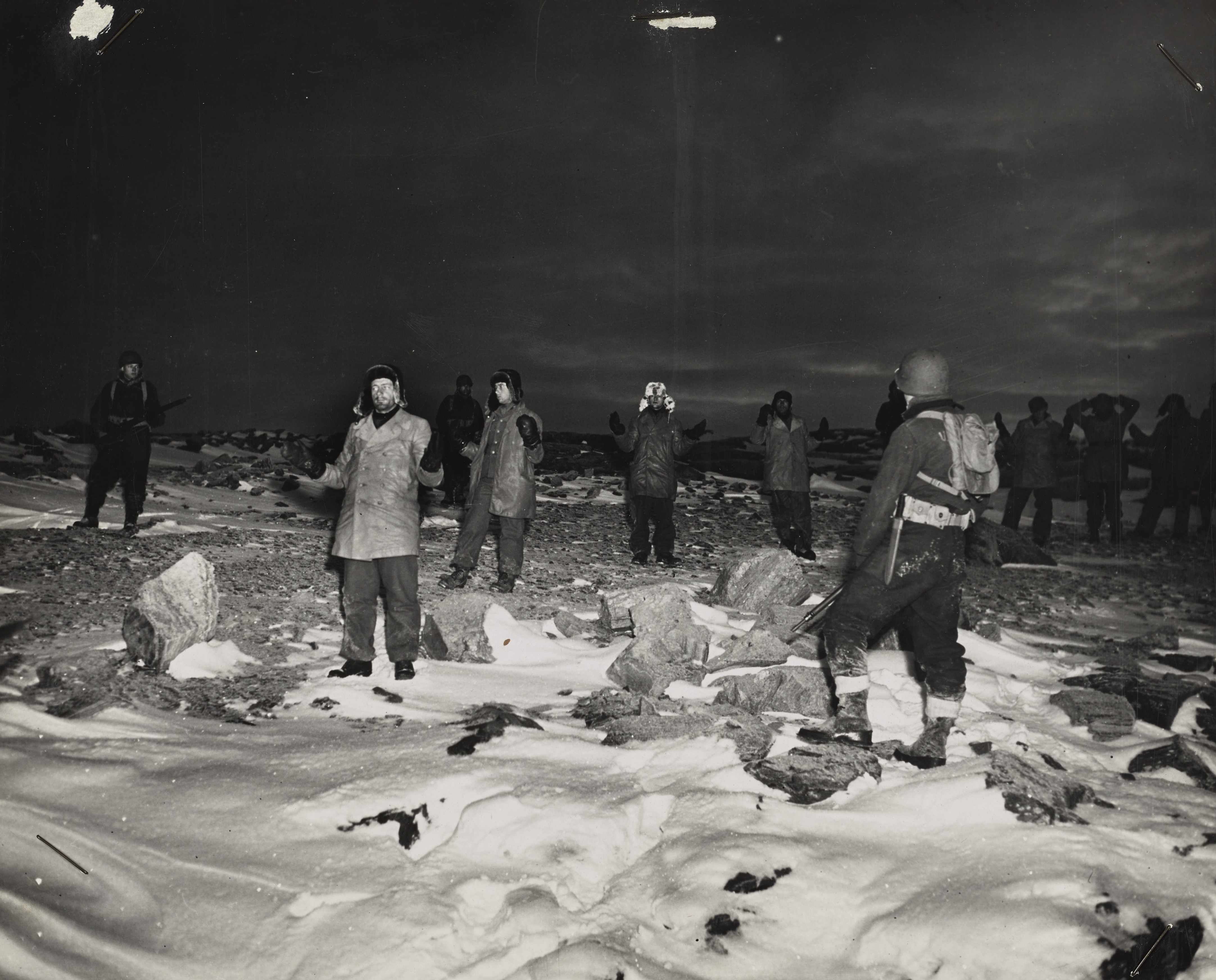
Співробітники метеостанції «Едельвейс II» (Edelweiss II), які були взяті в полон американцями.

Гренландія залишилася єдиною частиною Данії, яку не зайняли німецькі війська після капітуляції Данії в квітні 1940 року. При цьому над островом нависала постійна загроза окупації зі сторони Великобританії, США та Канади. Щоб не допустити такого розвитку подій, американці дали Гренландії гарантії збереження її статусу. Після того як США вступили у Другу світову війну, Гренландія теж включилася у війну.
В 1941—1945 роках американці будували великі інфраструктурні об'єкти на території остова: радіолокаційні маяки, радіостанції, метеостанції, порти, склади, артилерійські позиції та пошуково-рятувальні станції. Також Берегова охорона США займалася постачанням продовольства на острів.

## Період нейтралітету
До війни Гренландія була колонією Данії, закритою для решти світу. Після вторгнення в Данію 9 квітня 1940 року Гренландія залишилася сама по собі. Оскільки військово-морський флот Великої Британії захоплював будь-які судна, що пливли з частини Європи, яка була під контролем Німеччини та її союзників. Спочатку Велика Британія та Канада планували захопити ключові пункти на острові, але США, які все ще зберігали нейтралітет, рішуче відхилили втручання «третьої сторони». Еске Брун і Аксель Сване, посилаючись на винятковий пункт закону 1925 року, що визначав порядок управління Гренландією, оголосили Гренландію самоврядною територією, вважаючи, що це відповідає інтересам колонії, оскільки Данія була окупована нацистською Німеччиною. Цей крок був здійснений в координації з послом Данії в Сполучених Штатах Генріком Кауфманом та Державним департаментом США і відповідав американській декларації 1920 року про те, що жодна третя нація не буде визнана суверенною в Гренландії. Ця дипломатична позиція розглядалася як продовження доктрини Монро.
Незважаючи на те, що данський уряд залишався при владі і продовжував вважати себе нейтральним, йому доводилося підкорятися Німеччині в питаннях зовнішньої політики. Кауфман відразу визнав, що його уряд не може реалізовувати повний суверенітет і, отже, розпочав діяти незалежно. 13 квітня він провів консультацію з шерифами Гренландії, і після деяких розбіжностей вони погодилися визнати його своїм представником в США. Оскільки США не пропонували Гренландії дипломатичного визнання та допомогу, якщо місцева адміністрація не буде незалежною, 3 травня шерифи повідомили місцевому консультативному парламенту («Ландсраад»), що «не було іншого виходу», крім як діяти як суверенна держава. Данський уряд продовжував надсилати накази до колонії через радіо та через Португалію, але ці повідомлення ігнорувалися. Це рішення було також обумовлене їх рішучістю уникнути канадської окупації і, отже, безпосереднього втягнення у війну.
Гренландці також були обізнані про перебування норвезьких сил в Канаді. В разі окупації Гренландії Канадою існувала можливість, що на її території будуть розміщені норвезькі сили. Це створювало певну тривогу, оскільки норвежці боролися за контроль над певною частиною острова, поки Постійна палата міжнародного правосуддя не врегулювала спір у 1933 році. Замість цього гренландці звернулися до Сполучених Штатів Америки з проханням про захист. Міністерство фінансів США погодилося вислати кораблі прибережної охорони США, USCGC Comanche і USCGC Campbell, разом з припасами та консульською групою для створення тимчасового консульства у Готхобі. Прийняття захисту від американців, «третьої сторони», розглядалося урядом Гренландії як найменша загроза суверенітету. Comanche прибув до Івіттууту 20 травня і до Готхобу 22 травня, встановивши прямі дипломатичні відносини з Гренландією. Через два тижні Канада направила в Готхоб консула і віце-консула.

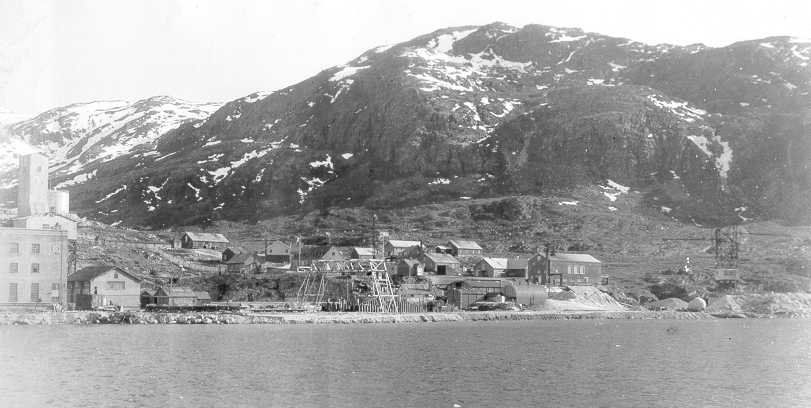
Криолітовий рудник Івіттуут розташований на південно-західному узбережжі Гренландії.

У 1940 році головною турботою всіх зацікавлених сторін було забезпечення стратегічно важливого постачання кріоліту, з рудника в Івіттууті. Кріоліт був ключовою складовою у виробництві алюмінію. З дипломатичних міркувань для захисту шахт не можна було використовувати американських солдатів, тому Державний департамент США найняв п'ятнадцять членів берегової охорони, які добровільно звільнилися і, відповідно, були найняті для охорони шахти. Трьохдюймові морські палубні гармати були надані судном Campbell та недавно прибулим судном USCGC Northland, а також вісьма кулеметами, п'ятдесятьма гвинтівками і тисячами набоїв. Таким чином, США зберегли нейтралітет та унеможливили плани Великобританії та Канади щодо окупації острова.
Датчанин Еске Брун вирішив, що Гренландія повинна вжити власних заходів для забезпечення свого суверенітету. Він звернувся до гренландських провідників і мисливців із закликом приєднатися до елітного угрупування, якому буде доручено патрулювання найвіддаленіших районів колонії. Склад команди добровольців, що складався з 15 осіб, включав в себе корінних інуїтів, данських поселенців і норвезьких експатріантів, багато з них колишні мисливці в цьому регіоні. Їх назвали санний патруль Сіріус, або ж патруль на собачих упряжках. Їх завданням було патрулювати узбережжя для виявлення будь-якої німецької діяльності. Проте, протягом 1940 року Німеччина не робила спроб захоплення Гренландії.
Президент Франклін Д. Рузвельт особисто виявляв великий інтерес до долі Гренландії. У 1941 році Сполучені Штати, спільно з урядом Гренландії, узаконили американський протекторат в Гренландії. Цей крок був важливим для обох країн через стратегічне розташування Гренландії в північноатлантичному регіоні. Присутність американських військ в Гренландії відігравала ключову роль у моніторингу регіону, особливо півночі Атлантичного океану, і служила критично важливою базою для повітряних операцій під час Другої світової війни. Це допомогло забезпечити безпеку морських і повітряних маршрутів та забезпечити безпечний перехід військ і поставок до європейського театру війни після запуску ленд-лізу.

## Вступ Гренландії у війну
Коли Сполучені Штати вступили до війни з Німеччиною 11 грудня, Гренландія стала країною у стані війни. Було припинено зв'язок з Копенгагеном, була випущена місцева валюта та поштові марки. У 1942 році армія США взяла на себе захист рудника в Івігтууті, і були запущені бойові патрулі з Bluie West One (авіабаза була збудована американцями), який став штаб-квартирою як для Берегової охорони Гренландії, так і для Гренландського командування Повітряних сил Армії США. Вже влітку було засновано третю авіабазу в Bluie East Two.
Населення Гренландії, яке складалося з 18 000 корінних мешканців і менше 500 данців, було поповнене тисячами американських військовослужбовців, які добре відносилися до місцевого населення, надавали новини, продукти, гуманітарну допомогу та розваги. У 1944 році у Філадельфії була виготовлена п'ятикронова монета для використання американськими військовослужбовцями. Комерційні інтереси Гренландії в Північній Америці зберігалися завдяки делегації Гренландії за підтримки Кауфманна і Сване. Брун залишився в Гренландії на чолі єдиної адміністрації.

### Німецькі метеорологічні станції
Німеччина намагалися здобути монополію на метеорологічні дані в Північному Атлантичному та Північному Льодовитому океанах. Метеорологічна інформація була важливою, оскільки вона впливала на військове планування та маршрутизацію кораблів. Гренландія стала важливою частиною цієї війни. Починаючи з серпня 1942 року, німці створили чотири секретні метеорологічні станції на східному узбережжі. Перша експедиція на острів Сабін була виявлена навесні, але успішно відійшла, перш ніж її атакували. Експедиція восени 1943 року на острові Шеннон діяла взимку та весною, але згодом була виявлена. Дві експедиції в жовтні 1944 року були захоплені Береговою охороною, перш ніж вони змогли закріпитися.
Німецька метеостанція «Хольцауге» в затоці Ганса на північно-східному узбережжі острова Сабін була виявлена командою лижного патруля 11 березня 1943 року. Німці зрозуміли, що їх виявили, і почали переслідувати групу, яка була змушена залишити своє обладнання (включаючи собачі упряжки) та відступити до станції Клаверінг, щоб попередити командира патруля, Іба Поульсена. Поульсен повідомив уряду Гренландії про німецьку базу 13 березня 1943 року і попросив видати йому автоматичну зброю та подальші розпорядження. Губернатор Брун офіційно оголосив патруль «Армією Гренландії» і призначив Поульсена його капітаном з 15 березня.
Німці напали на Клаверінг 23 березня 1943 року, захопили її, а через два дні спалили станцію. Хоча в перестрілці вони не постраждали, весь контингент лижного патруля, який там перебував, був змушений здійснити 400-мильний похід до станції на острові Елла без саней, продуктів харчування та обладнання. 26 березня, повертаючись на острів Сабін, німці підстерегли корпорала Елі Кнудсена в Сандоддені і вбили його чергою з кулемета, коли стріляли у його собак. В кінці квітня лейтенант Герман Ріттер, командир німецького відділення, був взятий в полон Маріусом Йенсеном, і доставлений до американців після довгої подорожі до затоки Скорсбісунн.
Німецька база на Сабіні була розбомблена бомбардувальниками США. Потім її захопив десант берегової охорони, але весь німецький персонал, крім однієї людини, вже був евакуйований літаком. Крім перестрілок між німецькими літаками та американськими кораблями, це була єдина наступальна повітряна операція на материкову частину Гренландії. Американське повітряне утворення атакувало станцію 14 травня, щоб зробити її подальше використання німцями неможливим. 22 квітня 1944 року шість членів упряжного патруля атакували метеостанцію «Bassgeiger», і під час перестрілки загинув німецький лейтенант. В подальшому станцію евакуювали.

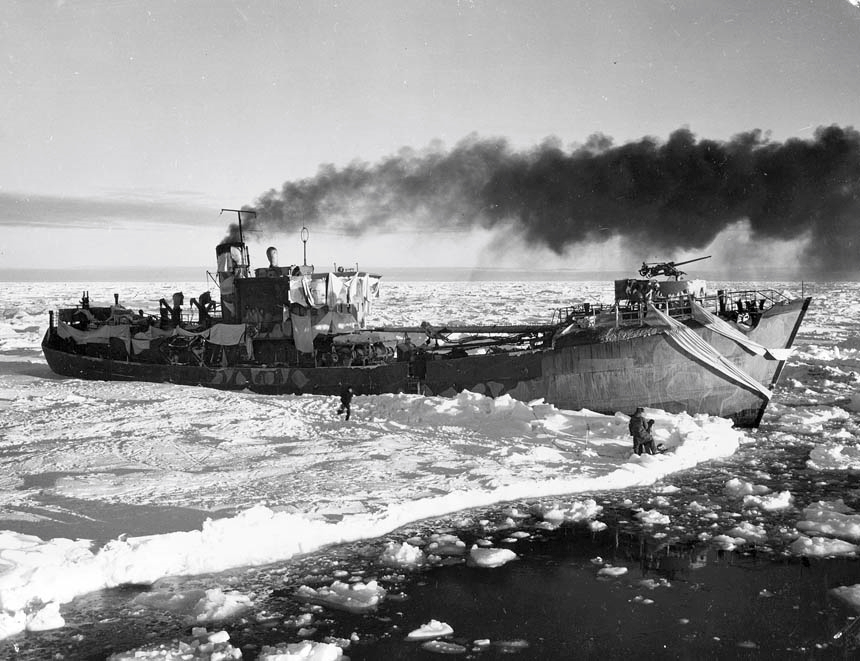
Транспортний корабель «Externsteine», захоплений американцями

Останню німецьку метеостанцію «Едельвейс II» захопили війська армії США, а її екіпаж взято в полон 4 листопада 1944 року. Американські війська висадилися з криголаму «USCGC Eastwind», який пізніше передав полонених на USCGC Storis. Німецький транспортний корабель «Externsteine», який поповнював запаси станції, було захоплено Eastwind та включено до складу берегової охорони США.

## Наслідки
5 травня 1945 року гренландці святкували звільнення Данії в місті Нуук. Адміністрація Гренландії під керівництвом Еске Бруна передала свої надзвичайні повноваження і знову стала підпорядкованою Копенгагену. Кауфман повернувся в Копенгаген, де з нього були зняті звинувачення в державній зраді, і датський парламент ратифікував угоду зі Сполученими Штатами. Присутність Сполучених Штатів продовжувала зменшуватися, поки угода Кауфмана-Галла не була замінена новою угодою в 1951 році. Американська присутність принесла з собою Sears, завдяки яким гренландці та датчани замовляли поштою сучасну побутову техніку та інші товари. Успішний досвід незалежної Гренландії спричинив різке перетворення та модернізацію політики Данії щодо колонії.